# Ворвань

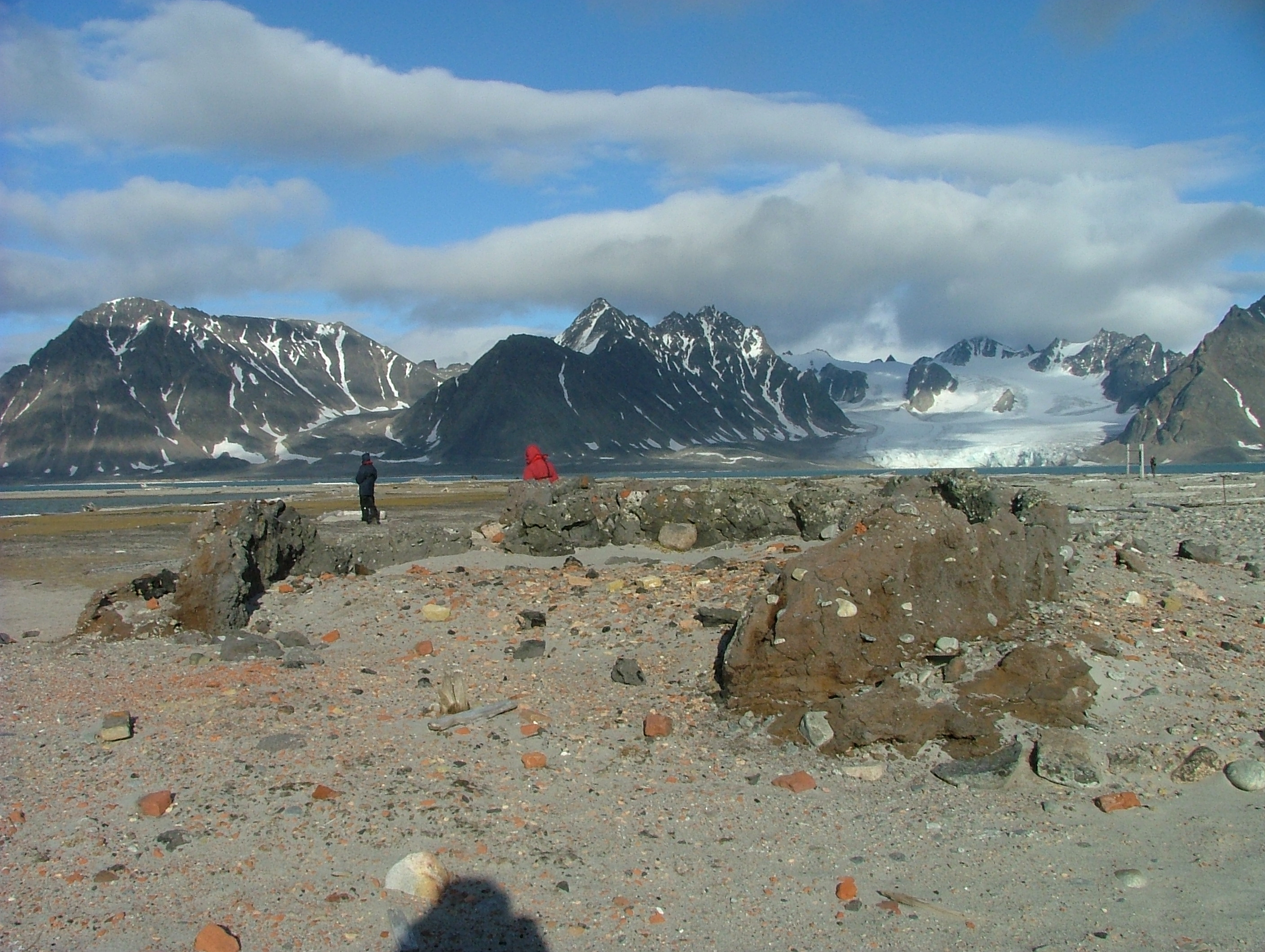
Залишки гігантського котла для витоплювання ворвані неподалік від старого голландського поселення XVII століття Смеренбург на Шпіцбергені, Норвегія

Во́рвань — застарілий термін, яким називали рідкий жир, що добувається з сала морських ссавців (китів, тюленів) і риб. Основні компоненти — складні ефіри гліцерину і жирних кислот.
У всіх ластоногих, китоподібних і сирен під шкірою залягає товстий шар жиру, який покриває все тіло за винятком кінцівок. Маса його в окремих видів досягає 50 % від загальної маси тіла. Підшкірний жировий шар виконує як функцію термоізоляції, захищаючи морську тварину від переохолодження, так і підвищує плавучість і обтічність обрисів тіла. Види, які вчиняють далекі міграції (наприклад, горбатий кит), під час кочувань живуть на запасах підшкірного жиру.
Ворвань має жовтий або бурий колір, неприємний запах і не відбілюється. При нагріванні до 200 °С запах ворвані зникає. Була одним з основних продуктів китобійного промислу; використовувалася на мастильні матеріали, пальне. До цього дня є одним з традиційних харчових продуктів деяких народів Півночі (ескімосів тощо). Розрізняють ворвань китову, тюленеву, тріскову, дельфінову тощо.
Зараз зазвичай вживається термін «жир»: китовий жир, тюленячий жир, трісковий жир тощо.
| Ті, хто багатший, століттями задовольнялися світлом, який давала при горінні ворвань, яку вважали найкращим джерелом яскравого освітлення. Однак добувати її ставало все дорожче, оскільки чисельність китів падала, і доводилося відправлятися все далі і далі — за мис Доброї Надії, в далекі води Тихого океану.[2] |